# Dogonchouri Makata
Dogonchouri Makata (auch: Dogon Chouri Maka Takalgo, Makata Kalgo) ist ein Weiler im Arrondissement Zinder IV der Stadt Zinder in Niger.

## Geographie
Der Weiler befindet sich westlich des Stadtzentrums im ländlichen Gemeindegebiet von Zinder, der Hauptstadt der gleichnamigen Region Zinder. Ein Nachbardorf von Dogonchouri Makata ist Dogon Chouri im Osten.
Wie im gesamten Gemeindegebiet von Zinder herrscht das Klima der Sahelzone vor, mit einer durchschnittlichen jährlichen Niederschlagsmenge zwischen 300 und 400 mm.

## Bevölkerung
Bei der Volkszählung 2012 hatte Dogonchouri Makata 339 Einwohner, die in 601 Haushalten lebten. Bei der Volkszählung 2001 betrug die Einwohnerzahl 279 in 48 Haushalten.

## Wirtschaft und Infrastruktur
Es gibt eine Schule in der Siedlung.